# Ван Сяофэн
Ван Сяофэ́н (кит. трад. 汪嘯風, упр. 汪啸风, пиньинь Wāng Xiàofēng, род. в октябре 1944) — глава парткома КПК провинции Хайнань (Южный Китай) в 2003—2006 гг., её губернатор в 1998—2003 гг., член ЦК КПК.
Член КПК с мая 1965 года, член ЦК КПК.
Окончил Пекинский горный институт.
В 1998—2003 гг. губернатор провинции Хайнань.
В 2003—2006 гг. глава парткома пров. Хайнань и с 2004 года пред. ПК СНП провинции.
В 2006—2010 гг. глава Канцелярии Госсовета КНР по делам гидроузла Санься.